# Truplo
Truplo je telo umrlega človeka ali živali. V naravnih pogojih je podvrženo različnim procesom razpadanja, dokler povsem ne razpade. Večina človeških kultur pozna različne rituale ravnanja z ostanki umrlih, od pokopavanja do mumificiranja.
V medicini se za človeška trupla uporablja tujka kadaver; na truplih se z avtopsijo ugotavljajo vzroki smrti, ali se secirajo za raziskovalne oz. izobraževalne namene.